# Lennart Larsson (konstnär)
Gustaf Lennart Larsson, född 6 juni 1922 i Floda församling, Södermanlands län, död 26 april 2007 i Stockholm, var en svensk målare och tecknare.
Han var son till hemmansägaren Erik Hjalmar Larsson och Alma Matilda Carlson och fram till 1962 gift med Ingrid Märta Robin. Larsson studerade vid Konstfackskolan i Stockholm 1946–1948 och skulptur vid Lena Börjesons skulpturskola 1948–1948 samt målning vid Signe Barths målarskola 1949–1953 och självstudier under resor till Frankrike, Spanien och Italien. Han medverkade i Nationalmuseums utställning Unga tecknare 1948 och i HSB:s samlingsutställningar i Stockholm 1949–1953 samt i Liljevalchs vårsalonger. Hans konst består av stilleben, porträtt och Stockholmsbilder i olja och någon gång i akvarell samt teckningar i tusch och blyerts. Hans konst står nära Smedsuddsskolans måleri och bilduppfattning. Vid sidan av sitt eget skapande arbetade han med dekorer och scenografi för flera teatrar i Stockholm och för SVT. Larsson är representerad vid ett flertal landsting i Sverige.   

### Fotnoter
1. ↑  Svensk filmdatabas